# Молодёжные организации

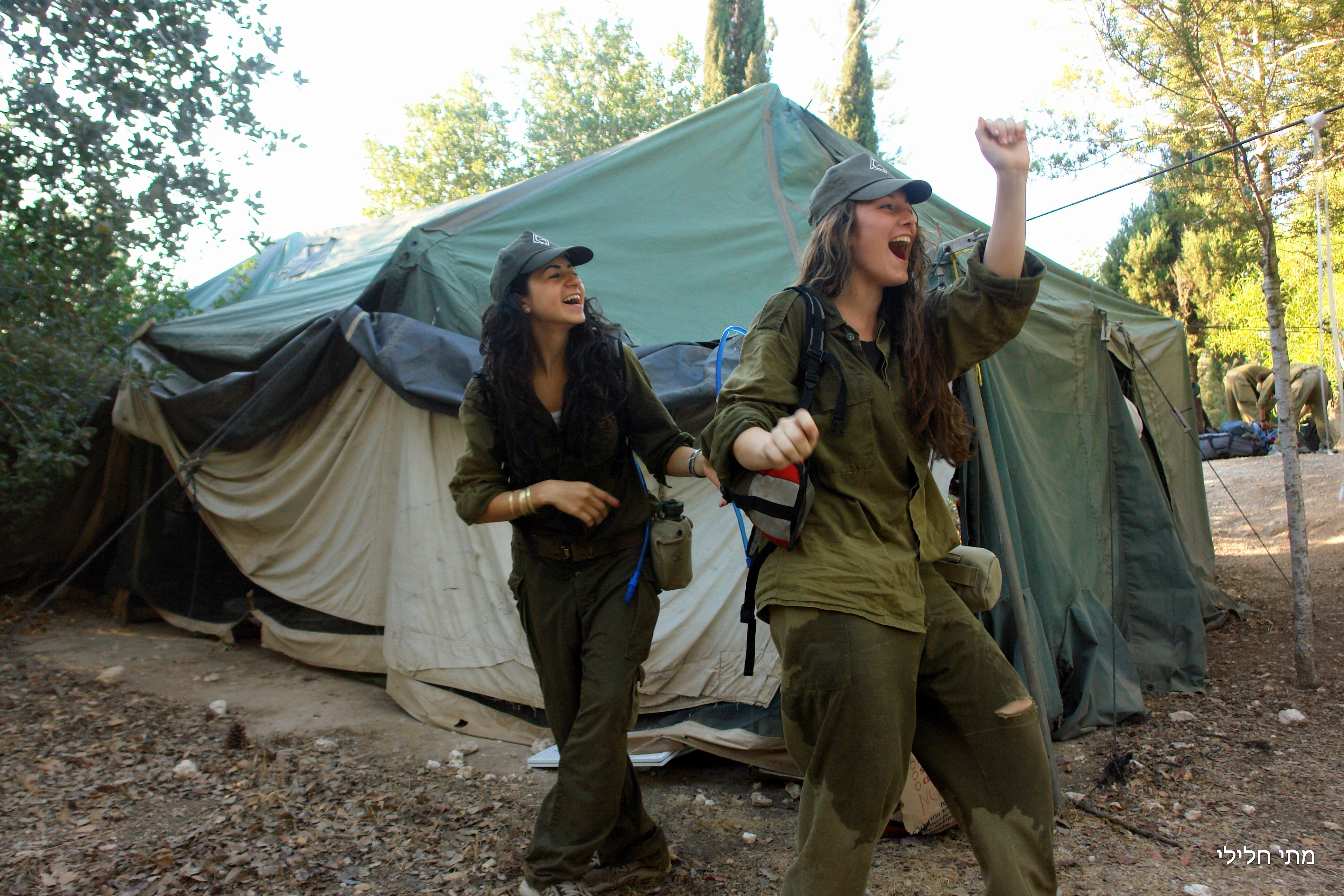
Израильские девушки из организации ГАДНА проходят сборы.

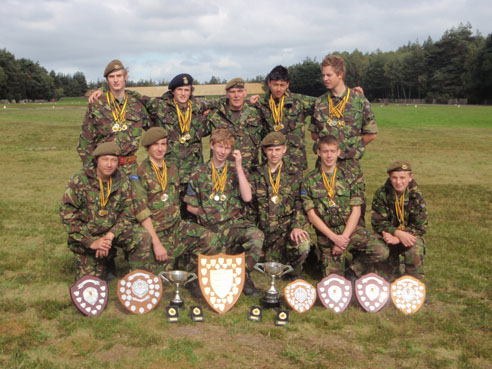
Английские кадеты демонстрируют призы за победу в соревновании.

Молодёжная организация — социальная и демографическая группа лиц, в возрасте от 14 до 35 лет, организованная для какой-либо деятельности, иногда при какой-либо партии. 
В периодической печати и литературе иногда такую организация называют словосочетанием — Молодёжное крыло, например молодежное крыло ЛДПР называли также «Соколы Жириновского».

## История
В прошлом образование было уделом только богатых. Дети начинали работать с малолетства: они помогали по дому или в поле, а женщины рожали своего первого ребёнка, когда им не было и 16 лет. Молодость — период между детством и зрелостью — была очень короткой и ничем не примечательной в жизни человека.
В XIX веке положение стало меняться. Больше подростков стало заканчивать школу, а затем и колледж, где они получали хорошее образование. Во многих государствах и странах были приняты законы, запрещающие использовать детский труд, люди стали позднее вступать в брак. В наши дни молодость для миллионов юношей и девушек — это плодотворное время подготовки к взрослой жизни.
Постепенно стали появятся специальные организации для молодёжи. В спортивных клубах создавались юношеские команды, при религиозных организациях возникли такие группы, как Христианский союз молодых людей (1844 год). Благодаря Ассоциации молодёжных гостиниц, предоставляющие дешевое жилье, юные путешественники могут объездить весь мир. Другие организации, например «Молодые фермеры», были ориентированы на трудовую деятельность. По направлению организации  и Американского государственного корпуса мира молодые люди из богатых семей стали работать в развивающихся государствах и странах.

## Скауты и проводники
Скауты — это наиболее известные юношеские объединения. В 1908 году Роберт Баден-Пауэлл сформировал отряд бойскаутов, а спустя два года помог организовать отряд девушек-проводников. Существуют также организации скаутов для подростков (Каб-скауты для мальчиков и Брауни для девочек). В настоящее время движение уже объединяет миллионы скаутов в 150 государствах мира. В последние годы, когда стерлись многие различия в задачах скаутов и проводников, в некоторых государствах и странах как мальчик, так и девочка могут стать скаутами.

## Молодёжь и политика
Правительства и политические партии заинтересованы в поддержке молодёжи. Во многих политических партиях есть молодёжные крылья. Вооружённые силы во многих государствах курируют молодёжные организации в школах и колледжах, где подготавливают своих будущих офицеров, например ГАДНА (аббревиатура с иврита  «Молодежные батальоны»).

## Примеры
- Молодёжная организация Туркменистана имени Махтумкули
- Молодёжные политические организации России
- Молодёжная информационная служба Казахстана